# Centroclisis aostae
Centroclisis aostae är en insektsart som först beskrevs av Navás 1914.  Centroclisis aostae ingår i släktet Centroclisis och familjen myrlejonsländor. Inga underarter finns listade i Catalogue of Life.